# Oberweißau
Oberweißau ist ein Dorf im Innviertel in Oberösterreich wie auch Ortschaft  der Gemeinden Munderfing und Lochen am See im Bezirk Braunau am Inn, und Katastralgemeinde Oberweissau der letzteren.

## Geographie
Oberweißau befindet sich 8½ Kilometer südlich von Mattighofen, 8 Kilometer nordwestlich von Straßwalchen im Mattigtal, zwischen den Orten Munderfing nördlich und Lochen südlich, 4 Kilometer von ersterem, 2½ von zweiterem, unweit des Kobernaußerwalds.
Es liegt auf um die 500 m ü. A. Höhe rechts am Mühlberger Bach, der vom Tannberg kommend der Mattig zufließt, und hier mit dem parallelen Schwemmbach östlich die südliche Weitung des Mattigtales bildet.
Der Ort hat etwa 30 Gebäude mit 42 Einwohnern. Er befindet sich genau auf der Gemeindegrenze. Der nördliche Teil bildet – als Weiler klassiert – eine Ortschaft von Munderfing, der südliche – ein Dorf – eine von Lochen am See; beide Teile sind etwa gleich groß.
Der Ort liegt an der L1043 Lochener Straße Munderfing – Lochen.
Die wesentlich umfassendere Katastralgemeinde Oberweissau von Lochen am See mit knapp 853 Hektar umfasst auf über 6 Kilometer Ausdehnung das gesamte nördliche Gemeindegebiet, von den Fluren am Schwemmbach bei der Ortschaft Oberhaft östlich des Ortes über die Ortschaften Roßwinkel, Babenham, Unterlochen und Bergham westlich bis Kerschham an der Mattig, ein Gebiet, das schon zum Südinnviertler Seengebiet gerechnet wird.
| Jeging (KG, Gem.)                                                                  | Unterweißau (O, Gem. Munderfing)                                   | Achenlohe (O u. KG, Gem. Munderfing)                                                             |
| Siegertshaft (KG, Gem. Kirchberg b.M.) Roßwinkel (O, Gem. Lochen a.S.)             | Kompassrose, die auf Nachbargemeinden zeigt                        | Valentinhaft (O, Gem. Munderfing) Heiligenstadt (KG, Gem. Lengau) Oberhaft (O, Gem. Lochen a.S.) |
| Unterlochen (O, Gem. Lochen a.S.) Palting (KG) Mundenham (KG) (beide Gem. Palting) | Scherschham (O, Gem. Lochen a.S.) Wichenham (KG, Gem. Lochen a.S.) | Lochen (KG, Gem. Lochen a.S.)                                                                    |

## Geschichte

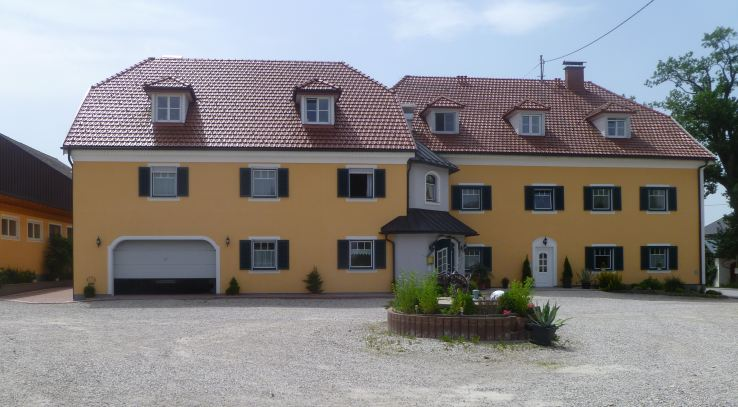
Wirt z’Weissau

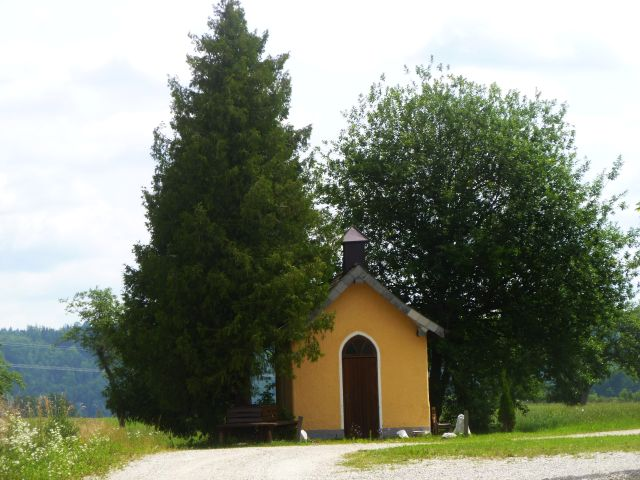
Wirtsskapelle Oberweißau

Der Ort ist 1120 als wizauwa (‚weiße Aue‘) urkundlich und wurde früher schlicht Weißau oder auf der Weißau genannt. Hier befand sich ein Edelsitz, das Schloss Weißau.  Es ist 1503 urkundlich (Meißrembl zu Weißau). Das Schloss brannte 1810 ab, und wurde nicht mehr aufgebaut, sondern abgetragen. Es stand hinter dem heutigen Wirtshaus z’Weissau (Zapfgerechtigkeit  1560, Bau von 1742, ein Tor 1557 datiert). Bis zum Nachbarort Roßwinkl standen Hofmarkshäuschen, die schon um 1830 weitgehend verschwunden waren.